# Symfonie nr. 25 (Mozart)
Symfonie nr. 25 in g mineur, KV 183, is een symfonie van Wolfgang Amadeus Mozart. Hij schreef het stuk in oktober 1773.

## Orkestratie
De symfonie is geschreven voor:
- Twee hobo's.
- Vier hoorns.
- Twee fagotten.
- Strijkers.

## Delen
De symfonie bestaat uit vier delen:
- I Allegro con brio.
- II Andante.
- III Menuetto en trio.
- IV Allegro.